# Estadio Luiz José de Lacerda
El Estadio Luiz José de Lacerda, popularmente conocido como Lacerdão (originalmente Estadio Pedro Víctor de Albuquerque, hasta finales de la década de 1990), es un estadio de fútbol ubicado en la ciudad de Caruaru, estado de Pernambuco, Brasil. El estadio actual fue inaugurado en 1980 y posee una capacidad para 19.500 personas. Su dueño y principal ocupante es el Central Sport Club que disputa el Campeonato Pernambucano.
El estadio originalmente llamado Pedro Víctor de Albuquerque, quien fuera uno de los primeros presidentes de Central, fue reformado y rebautizado con su nombre actual en honor a Luiz José de Lacerda, destacado presidente del club en reconocimiento a su gran esfuerzo por ampliar el estadio a fines de la década de 1970 y principios de la de 1980.
En 1980, se completaron las obras de reconstrucción del estadio. El partido inaugural se jugó el 19 de octubre de ese año, cuando Central Sport Club derrotó a la selección nacional de fútbol de Nigeria por 3-1. El primer gol del estadio lo marcó Gil Mineiro de Central.
El récord de asistencia del estadio actualmente es de 24.450 espectadores, establecido el 22 de octubre de 1986 cuando Central venció a Flamengo por 2-1, en partido válido por la segunda fase del Campeonato Brasileño de Fútbol 1986.